# مس اندرسن
مس اندرسن (دانمارکی: Mads Andersen؛ زادهٔ ۲۵ مارس ۱۹۷۸) قایقران روئینگ اهل دانمارک است.